# Фауна Эстонии

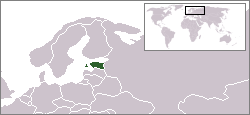
Эстония на карте

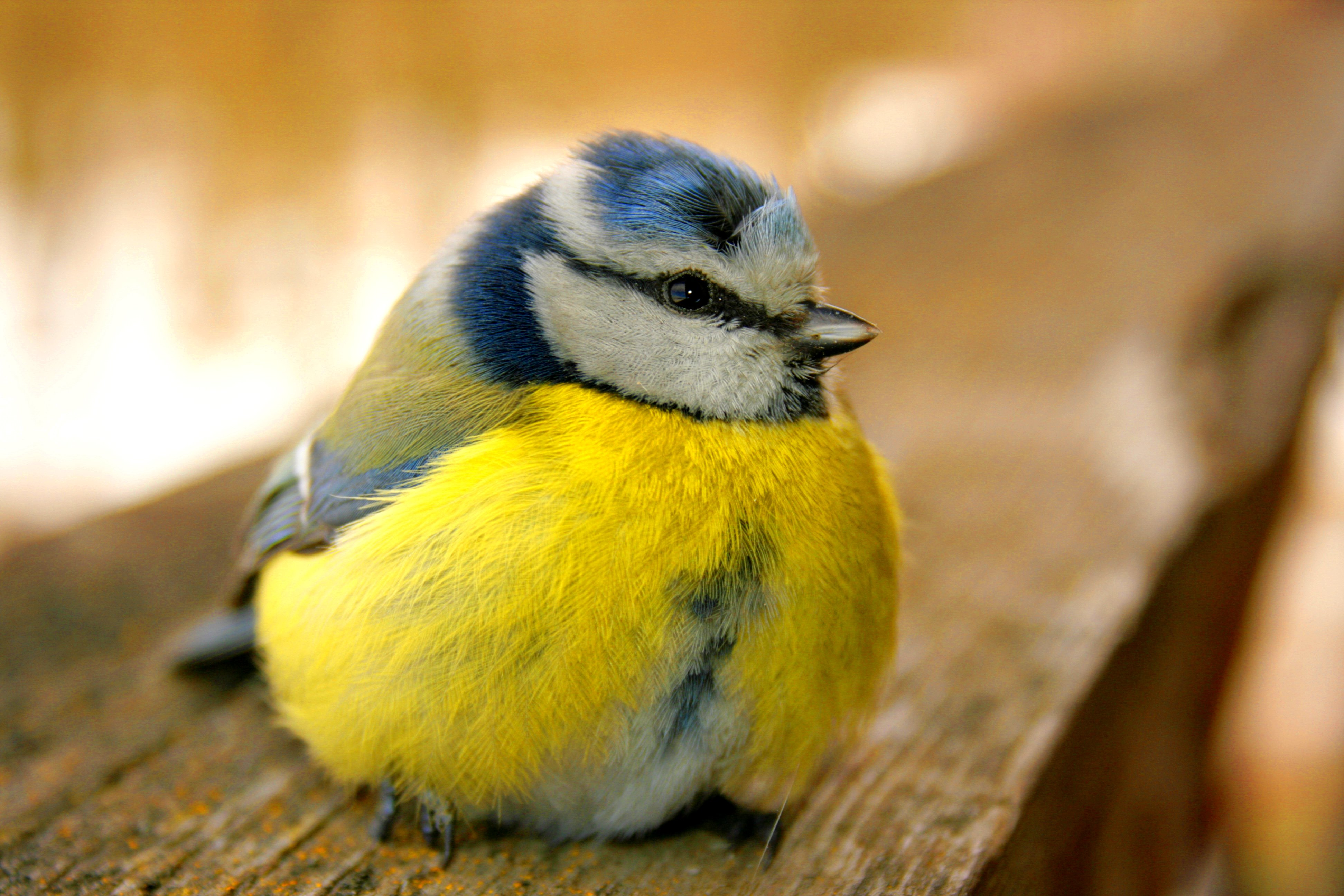
Лазоревка (Parus caeruleus)

Эстония находится на территории смешанных хвойно-широколиственных лесов и расположена на побережье Балтийского моря.
Примерно на половине территории Эстонии расположены лесные участки. Большая часть лесов находится в восточной части страны — в центральной и южной Эстонии. Основная часть этих лесов прорастает ельниками и смешанными елово-широколиственными деревьями. В юго-восточной части растут сосны, в то время как на северо-западной и северной частях большое место занимает луговая растительность.

## Насекомые
На территории Эстонии встречается 47 видов муравьёв (Formicidae), более 300 видов жужелиц (Carabidae), примерно тысяча видов бабочек, около 40 видов прямокрылых, около 60 видов стрекоз и другие насекомые (всего около 15 тысяч видов насекомых).

## Рыбы
В Эстонии водится 65 видов рыб.

## Земноводные
На территории Эстонии встречается 11 видов земноводных.
- Обыкновенный тритон
- Гребенчатый тритон
- Обыкновенная чесночница
- Обыкновенная, или серая, жаба
- Зелёная жаба
- Камышовая жаба
- Травяная лягушка
- Остромордая лягушка
- Озёрная лягушка
- Прудовая лягушка
- Съедобная лягушка
- Гладкая шпорцевая лягушка

## Пресмыкающиеся
На территории Эстонии встречается 5 видов пресмыкающихся.
- Живородящая ящерица
- Прыткая ящерица
- Ломкая веретеница
- Обыкновенный уж
- Обыкновенная гадюка

## Птицы
На территории Эстонии встречается более 300 видов птиц, более 200 из них здесь гнездятся.

## Млекопитающие
На территории Эстонии встречается 68 видов млекопитающих.
Здесь обитает около 200 волков.

### Хищные
- серый волк
- рыжая лиса
- енотовидная собака
- горностай
- ласка
- европейская норка
- европейский хорек
- американская норка
- европейская выдра
- евразийский барсук
- росомаха
- куница
- куница каменная
- евразийская рысь
- бурый медведь

### Морские
- длинномордый тюлень
- обыкновенный тюлень
- кольчатая нерпа
- серый дельфин
- морская свинья

### Копытные
- Лось
- Европейская косуля
- Благородный олень
- Лань
- Кабан

### Грызуны
- обыкновенная белка
- обыкновенная летяга
- обыкновенный бобр
- садовая соня
- орешниковая соня
- лесная мышовка
- коричневая крыса
- чёрная крыса
- лесная мышь
- желтоголовая мышь
- полосатая (полевая) мышь
- мышь-малютка
- домовая мышь
- ондатра
- северо-западная водяная крыса
- рыжая (лесная) полёвка
- полёвка-экономка
- тёмная полёвка
- обыкновенная полёвка
- европейская подземная полёвка

### Летучие мыши
- водоемная летучая мышь
- летучая мышь
- усатая летучая мышь
- водяная ночница
- ночница Наттерера
- бурый ушан
- нетопырь-карлик
- нетопырь Сопрано
- пестрая летучая мышь
- рыжая вечерница

### Насекомоядные
- Обыкновенный ёж
- Северный белогрудый ёж
- Обыкновенная кутора
- Обыкновенная бурозубка
- Средняя бурозубка
- Крошечная бурозубка
- Малая бурозубка
- Европейский крот

### Зайцеобразные
- заяц-русак
- заяц-беляк